# 圣安托万塔
圣安托万塔（Tour Saint-Antoine）是一座建于16世纪的钟楼，高52米，位于法国中央-卢瓦尔河谷大区安德尔-卢瓦尔省洛什的圣安托万尼街（rue Saint-Antoine）。它是一座消失的小堂的钟楼，在法国大革命后被用作城市的钟楼。1840年列为法国历史遗迹加以保护。这里是中世纪洛什的城市边缘，靠近它的北端。

## 历史
塔楼始建于1529年， ,在1575年以前完工。，随后用作相邻小堂的钟楼。
在法国大革命 中，塔楼被收归国有，成为城市的钟楼。19世纪20年代被闪电击中，为了不让她承受太大的压力，决定从1826年起不再敲钟。 1840年列为法国历史遗迹。. 1890年开始全面修复破损的塔顶。。

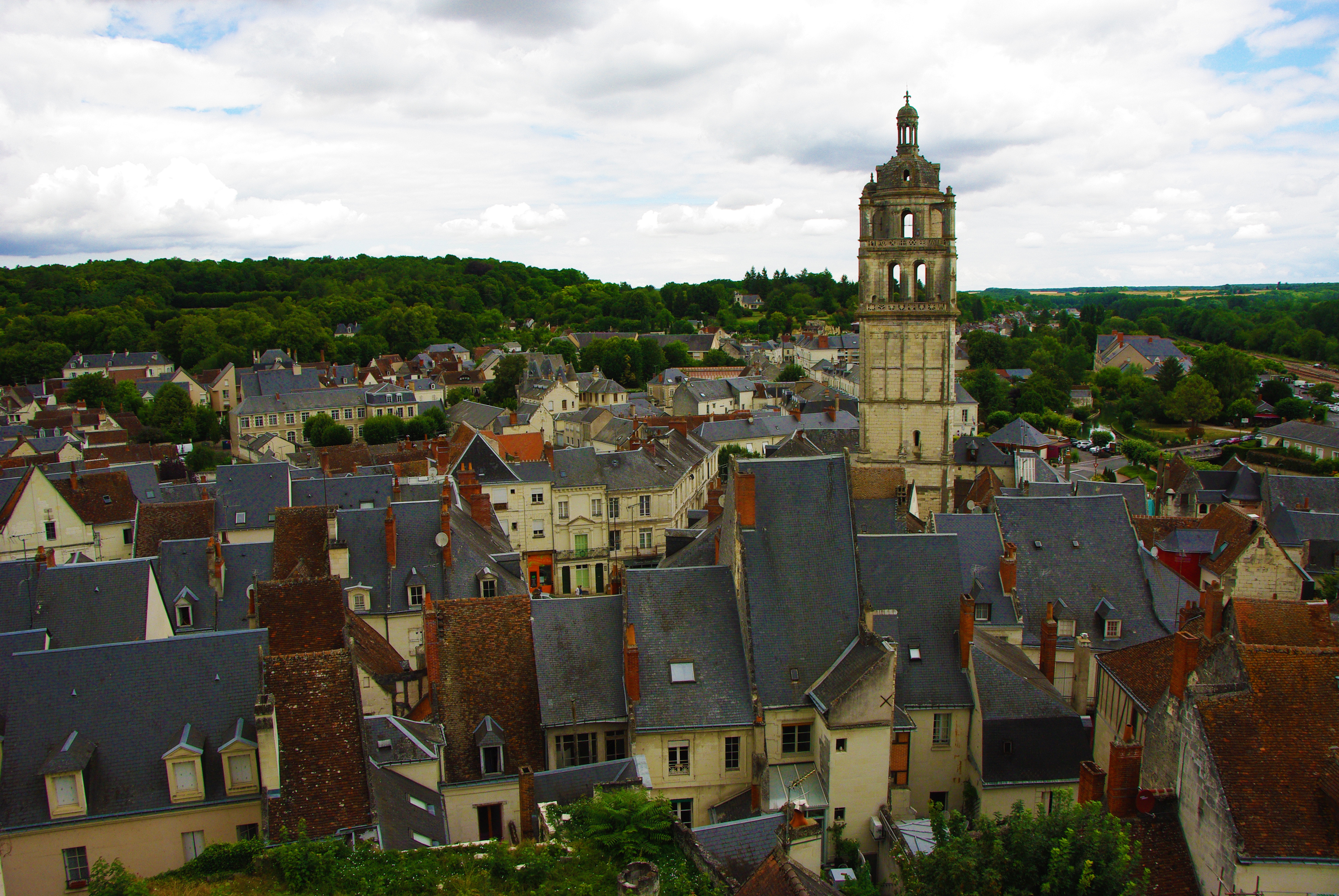
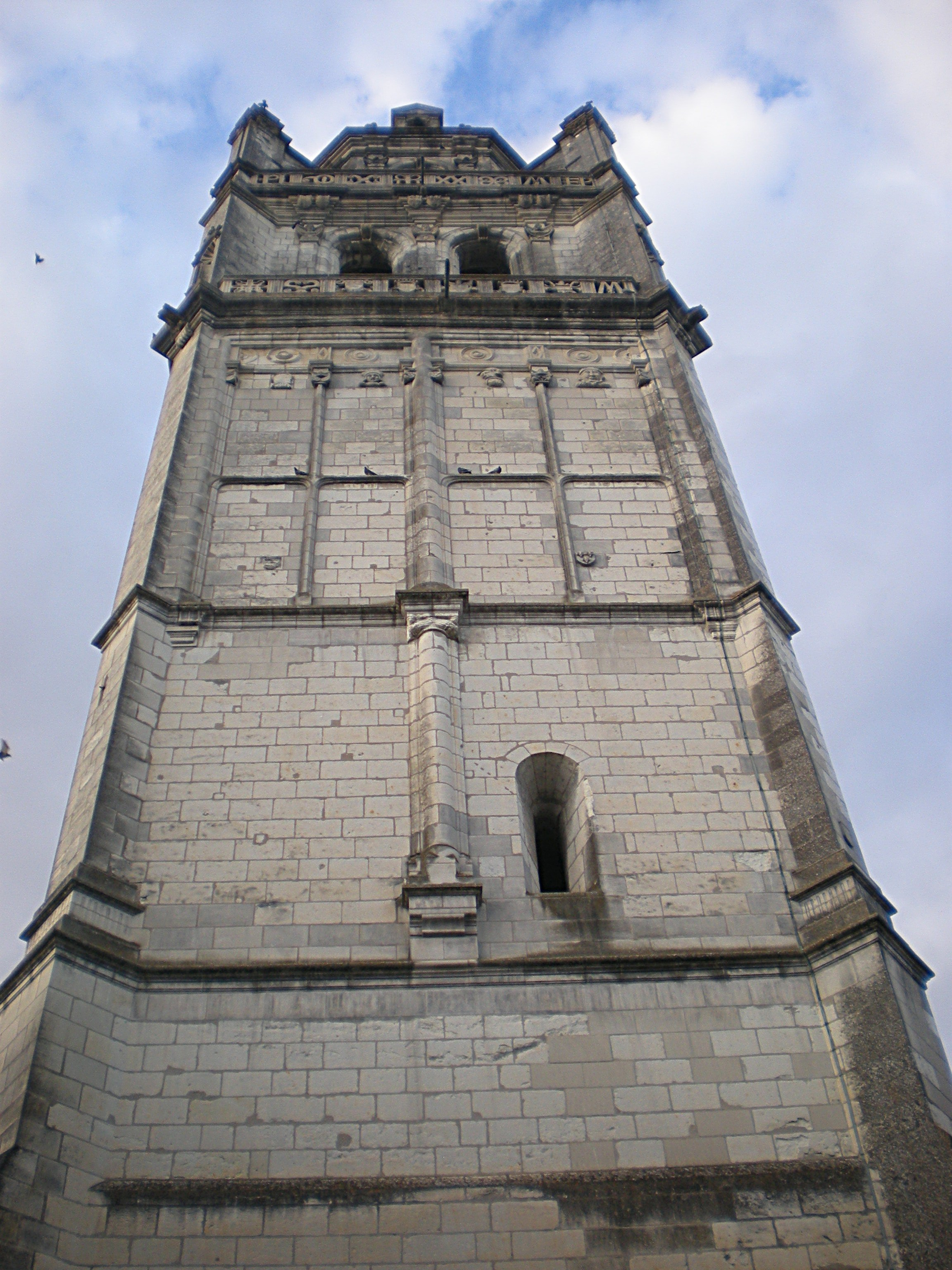
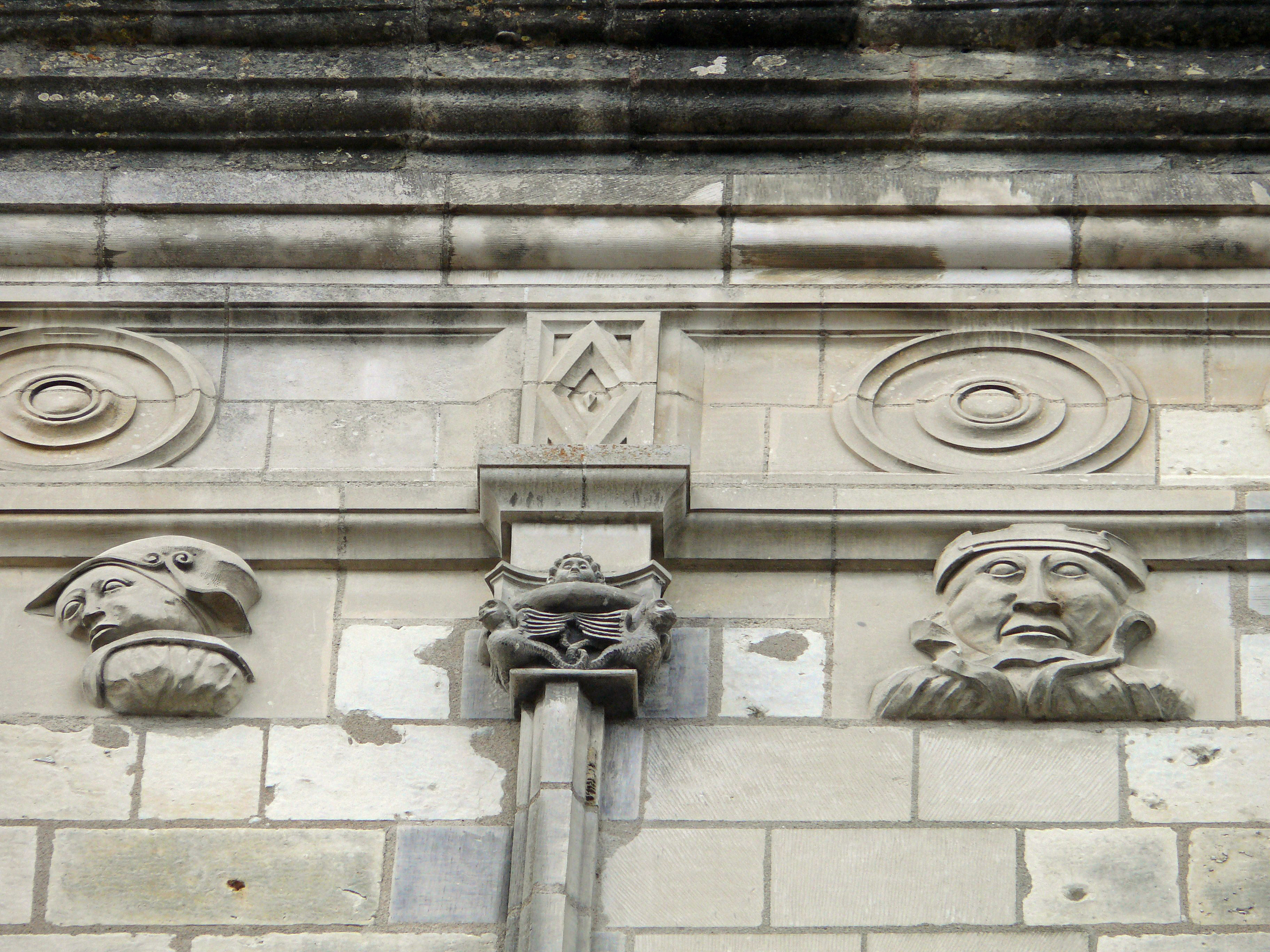
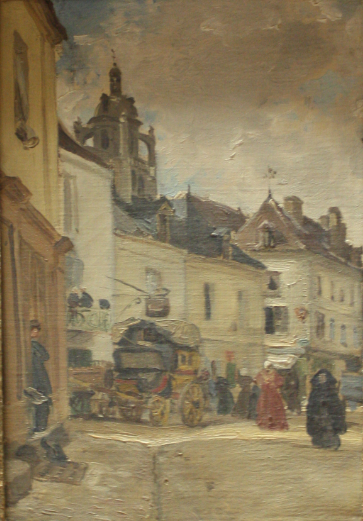